# Juanite
La juanite è un minerale.